# シャブレー

シャブレーの紋章

シャブレー（Chablais）は、かつてのサヴォイア公国の県の1つで、歴史的な首都はトノン＝レ＝バンである。

## 概要
現在、シャブレーは3つの地域に分けられている。シャブレー・サヴォワール（le Chablais savoyard）、シャブレー・ヴァラザン（Chablais valaisan）、シャブレー・ヴォードワ（Chablais vaudois）である。そしてシャブレーは、フランス（シャブレー・フランセ、オート＝サヴォワ県）とスイス（シャブレー・スイス、ヴァレー州とヴォー州）とにまたがっている。
11世紀、シャブレーとはローヌ川両岸に沿って伸びる地方全体を指していた。この用語は814年にルイ敬虔王の公文書で初めて使われた。ラテン語ではCaput lacusである。

## 地理
シャブレー・スイスはヴァレー州の端とヴォー州のレマン湖側、ローヌ川上流の渓谷にある。スイス経由でイタリアと北フランスおよびベルギー、オランダを結ぶ主要ルートにあたる。多くの高山の峰峰に囲まれており、最高はデン・デュ・ミディ山の3257mである。
シャブレ・フランセはオート＝サヴォワ県北東部、レマン湖とジフル渓谷の間に伸びる。
代表的な都市はトノン＝レ＝バン、モンテー、エグル、エヴィアン＝レ＝バンなどである。
シャブレー・フランセはユネスコ世界ジオパークに指定される。

## 言語
いくつかの村に住むサヴォワ人は現在もアルピタン語の方言を用いる。アルピタン語の語彙と文法はフランス語の影響を受けている。